# Balkanfront
Het Balkanfront in de Eerste Wereldoorlog werd uitgevochten tussen enerzijds de centralen met het Ottomaanse Rijk, Oostenrijk-Hongarije, het Duitse Keizerrijk en Bulgarije en anderzijds de geallieerden met onder andere het koninkrijk Servië, Griekenland en het koninkrijk Roemenië.

## Overzicht
De aanleiding tot de Eerste Wereldoorlog waren de gerezen spanningen tussen Servië en zijn machtige buurman in het noorden Oostenrijk-Hongarije die uitliepen tot de eerste gevechten. Het Servische leger hield het meer dan een jaar uit tegen Oostenrijk-Hongarije voordat het land eind 1915 veroverd werd.
Geallieerde diplomatie slaagde erin Roemenië de geallieerde zijde te laten kiezen. De Roemenen sloten zich aan in 1916, maar het begin was rampzalig voor de Roemenen. Kort nadat zij de oorlog verklaard hadden aan de Centralen, lanceerden de gecombineerde troepen van Duitsland, Oostenrijk, Bulgarije en het Ottomaanse rijk een offensief tegen Roemenië waarbij twee derde van het Roemeense grondgebied werd veroverd. Met Russische hulp werd het front gestabiliseerd in Moldavië.
In 1917 kwam Griekenland aan geallieerde zijde in de oorlog, en in 1918 lanceerde het multinationale Leger van de Oriënt, met het hoofdkwartier in Noord-Griekenland, eindelijk een offensief dat Bulgarije tot de overgave dwong, Servië heroverde en uiteindelijk halt hield bij de Hongaarse grens in november 1918.

## Servische campagne

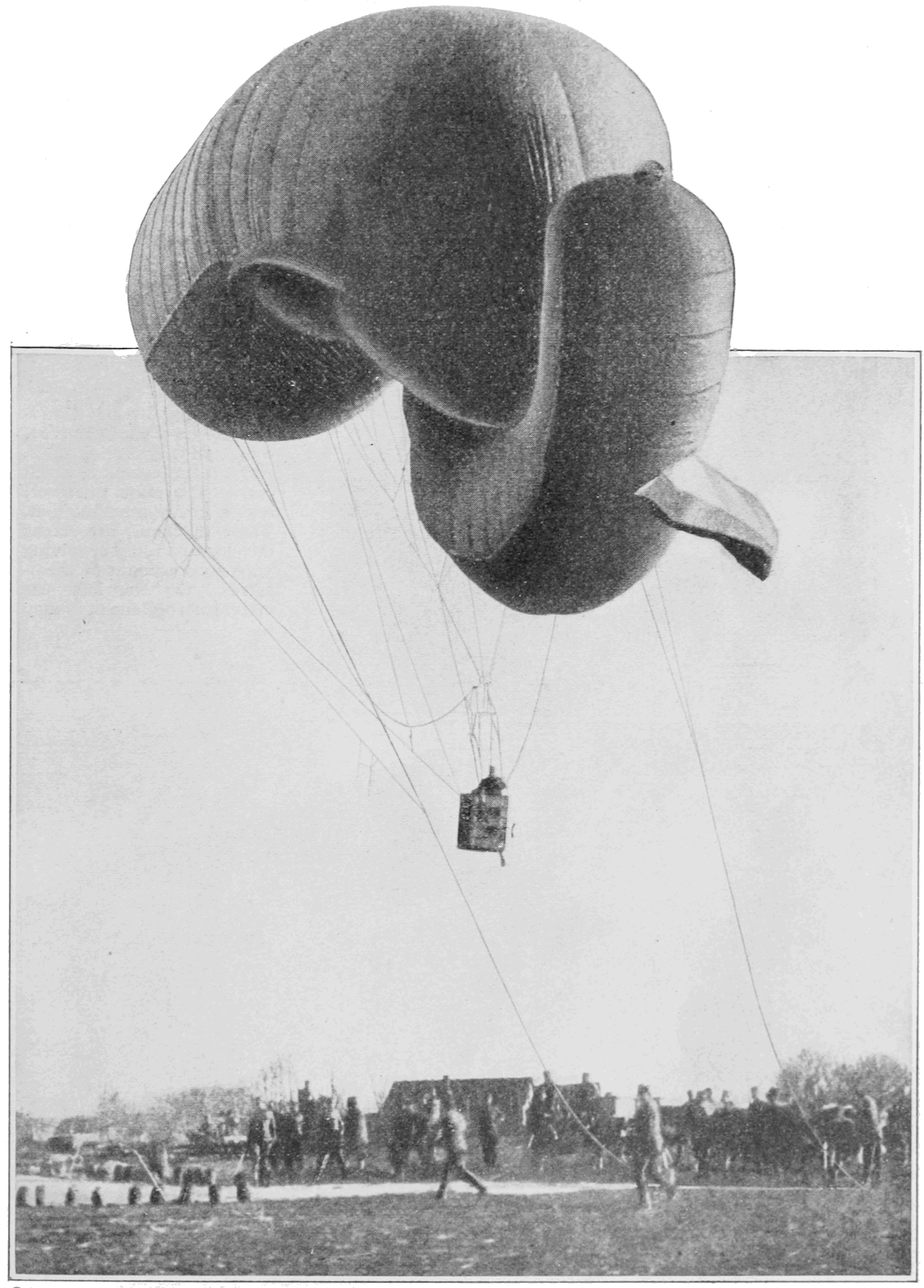
Een Servische observatieballon

In het begin van de oorlog wist het goedgetrainde Servische leger (dat reeds veel gevechtservaring had door de Balkanoorlog in 1913) de Oostenrijk-Hongaarse aanval op Servië af te weren, mede doordat het Oostenrijk-Hongaarse leger ook aan het oostfront vocht tegen het veel grotere Russische leger dat Galicië binnen was gevallen, en mede 
doordat Slavische Oostenrijk-Hongaarse troepen niet tegen mede-Slaven wilden vechten. In 1915 kreeg Oostenrijk-Hongarije militaire hulp van het Duitse Keizerrijk en de nieuwe bondgenoot Bulgarije. Het Servische leger werd nu vanuit het noorden en oosten aangevallen en werd gedwongen zich terug te trekken. Het terugtrekken werd goed uitgevoerd en het Servische leger bleef operationeel, zelfs met het in Griekenland gelegen hoofdkwartier.

## Roemeense campagne
De Roemeense campagne begon in 1916, toen een Russisch offensief de Duitse en Oostenrijkse legers in Polen zware verliezen toebracht. Roemenië, al sinds het begin van de oorlog pro-Russisch, moest graan en olie aan Oostenrijk-Hongarije leveren, maar liet nu zijn masker vallen en sloot zich bij Rusland aan. Een grote vergissing: het Russische offensief strandde al snel aan de Oostenrijkse grenzen, en Roemenië werd van drie kanten aangevallen door Bulgarije, Oostenrijk en Duitsland. Heel het land werd bezet en verdeeld in zones, hoewel een pro-Duitse regering aanbleef die Bessarabië mocht annexeren. Na de capitulatie van Bulgarije en Oostenrijk-Hongarije nam het Roemeense verzet de macht over en werd Roemenië opnieuw een koninkrijk.

## Bulgaarse campagne
In 1917, na het uiteenvallen van het Ottomaanse Rijk, werd in Thessaloniki – Griekenland – een nieuw groot offensief voorbereid. Bulgarije werd gekozen als doelwit, mede om Servië een dienst te bewijzen. Het offensief was een compleet succes: de Bulgaarse (Duitse) stellingen werden doorbroken en de geallieerden trokken ver Bulgarije in voordat dit land capituleerde en uit de centrale mogendheden trad. Na de oorlog verloor Bulgarije hierdoor zijn Thracische kust in West-Thracië.

## Macedonische campagne

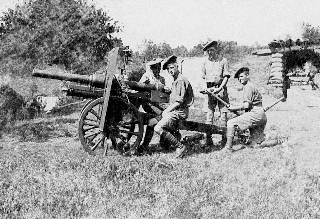
Een 2,75 duims kanon in de bergen bij Saloniki

Na de aanval van de centralen op Servië vanuit het noorden en oosten werd het Servische leger gedwongen zich terug te trekken. Het Servische leger kon de oprukkende centralen echter tot staan brengen rond de Griekse grens, mede door interventie van Engelse, Franse en Italiaanse troepen die geland waren in Thessaloniki. De Duitse generaals lieten de Bulgaren niet oprukken naar Thessaloniki omdat ze hoopten de Grieken over te halen zich bij de centralen aan te sluiten. Drie jaar later in 1918 was de fout al niet meer te repareren en heroverden de geallieerden alle door de centralen veroverde gebieden en dwongen Oostenrijk-Hongarije tot de overgave.

## Gallipolicampagne

Australiërs bestormen een Ottomaanse stelling

De Gallipoliveldtocht was een geallieerde landing op het Turkse schiereiland Gallipoli (schiereiland). De Britse Oorlogsraad kwam met het idee een derde front te openen in Turkije omdat men dacht dat de loopgravenoorlog in het westen geen snel vooruitzicht op een overwinning bood. Het tweede front, het Russische front bood ook geen vooruitzicht op een snelle overwinning. Rusland was door de Slag bij Tannenberg zodanig verzwakt dat het voorlopig geen vuist meer kon maken. Een derde front bij de Dardanellen moest ervoor zorgen dat Duitsland zijn krachten moest verdelen. Hierdoor konden de geallieerden dan aan het Westerse front Duitsland een beslissende slag toebrengen en de oorlog beëindigen. De campagne werd vooral uitgevoerd door de ANZAC. De verdediging werd geleid door Mustafa Kemal Atatürk.
De zeestraat tussen de Egeïsche Zee en de Zee van Marmara noemt men de Dardanellen of Hellespont. Het was de bedoeling via deze zeestraat Rusland te bereiken. Het schiereiland Gallipoli begrenst de zeestraat in het noorden. De aanval liep op een catastrofe uit voor de geallieerden.